# Louise Eudes de Guimard
Louise Eudes de Guimard est une artiste peintre française, née à Argentan (Orne) le 9 mai 1827 et morte à Paris (16e) le 28 mai 1904.

## Biographie
Louise Eude, dite Louise Eudes de Guimard, native d'Argentan, devient à Paris l'élève de Léon Cogniet. Elle débute au Salon en 1847, et y présente régulièrement ses toiles jusqu'en 1896. Ses voyages en Italie en 1863 puis en Algérie en 1877 lui inspirent des scènes méditerranéennes et orientales.
Par ailleurs, une grande partie de son œuvre s'inspire du bocage bas-normand. Philippe de Chennevières, directeur de l'administration des Beaux-Arts de 1873 à 1889, a ainsi pu dire de Louise de Guimard qu'elle a été « le peintre exact et adroit de cette terre forte et grasse.[réf. nécessaire] »
Enfin, elle répond à un certain nombre de commandes officielles de l'État.

## Collections publiques
- Alençon, musée des beaux-arts et de la dentelle : Scène maternelle
- Autun, musée Rolin : La Porte d'Arroux à Autun
- Bourges, musée du Berry : 
  - Oswald et Corinne (1850)
  - Le Lac (1851)
- Écouché-les-Vallées, église Notre-Dame d'Écouché, autel Notre-Dame du Rosaire : Donation du Rosaire à saint Dominique en présence de sainte Catherine de Sienne[3]
- Glasgow (Écosse), Kelvingrove Art Gallery and Museum : Garçon endormi (1874)
- La Rochelle, musées d'Art et d'Histoire de La Rochelle, tableau exposé à la mairie de proximité de Laleu - La Pallice : Une petite baigneuse (1848)[4]
- Lons-le-Saunier, musée des beaux-arts :  La sœur aînée (1855)
- Loudun, mairie : Portrait à mi-corps de l'empereur Napoléon III, copie d'après Flandrin, dépôt du Centre national des arts plastiques[5]
- Machemont, mairie : Le Ravissement de saint Paul, copie d'après Nicolas Poussin, 1852, dépôt du Centre national des arts plastiques[6].
- Pierrefitte-sur-Seine, Archives nationales de France : Armand-Gaston Camus (1740-1804), nommé garde des Archives de l’Empire en l’an VIII, legs de M. Boiscervoise, son gendre, 1859, AE/VI/a/51[7].
- Rochefort, sous-préfecture : Portrait en pied de l'impératrice Eugénie, copie d'après Winterhalter, dépôt du Centre national des arts plastiques[8].
- Rouen, musée des beaux-arts : Intérieur d'école
- Vias, mairie : La Belle Jardinière ou La Vierge à l'Enfant avec saint Jean-Baptiste, copie d'après Raphaël, 1850, dépôt du Centre national des arts plastiques[9].

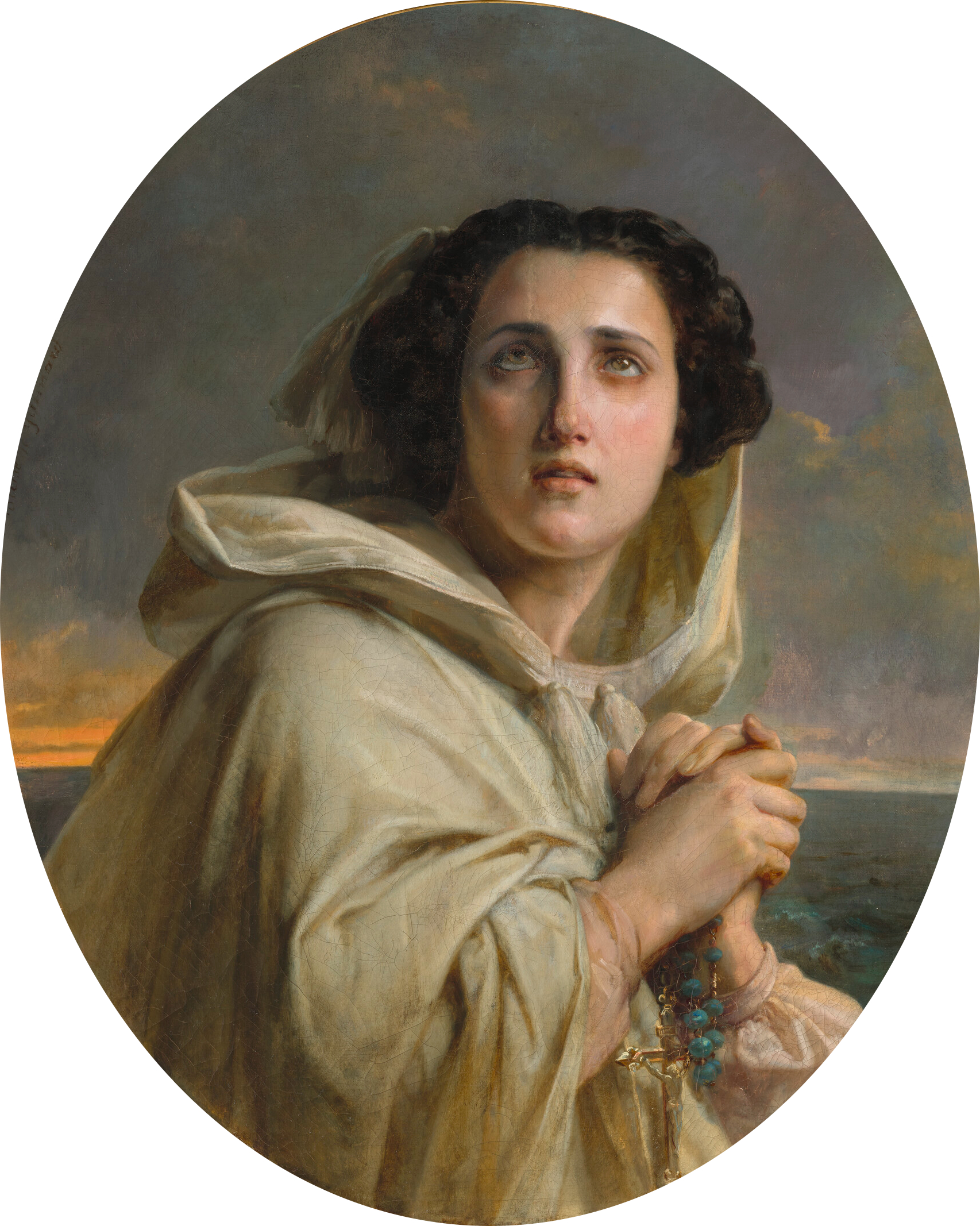
Esclave chrétienne, 1852
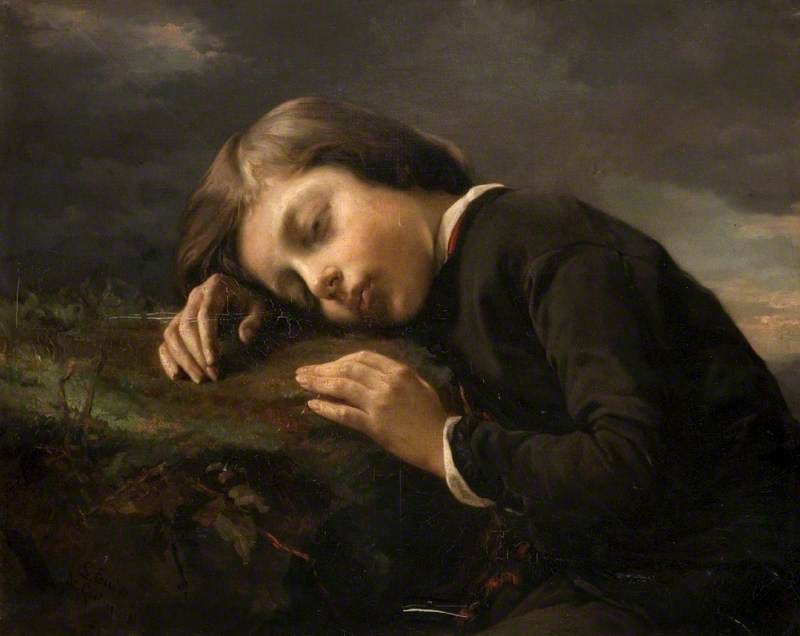
Garçon endormi, 1874